# Pilea cadetii
Pilea cadetii är en nässelväxtart som beskrevs av W. Marais. Pilea cadetii ingår i släktet pileor, och familjen nässelväxter. Inga underarter finns listade i Catalogue of Life.